# Comuna 3 (Ciudad de Buenos Aires)
La Comuna 3 es una de las 15 unidades administrativas en las que está dividida la Ciudad Autónoma de Buenos Aires. Está integrada por los barrios de Balvanera y San Cristóbal. Está ubicada en el centro-este de la Ciudad, tiene una superficie de 6,4 km² y una población total de 187.537, de la cual 85.601 son hombres, el 45,6% y 101 936 son mujeres, las que representan el 54,4% del total de la comuna. Es la división de segundo orden con mayor densidad de población, con 29 302,7 hab/km². El censo de 2001 registraba 184 015 habitantes, lo que representa un incremento del 1,9%.

## Historia
Las comunas nacen con la Ley N° 1.777, llamada "Ley Orgánica de Comunas" sancionada por la Legislatura de la Ciudad Autónoma de Buenos Aires el 01/09/2005, promulgada por Decreto N° 1.518 del 04/10/2005 y publicada en el BOCBA N° 2292 del 07/10/2005.
Según la reforma del 22/08/1994, la Constitución de la Nación Argentina, en su Artículo 129 establece que: "La ciudad de Buenos Aires tendrá un régimen de gobierno autónomo, con facultades propias de legislación y jurisdicción, y su jefe de gobierno será elegido directamente por el pueblo de la ciudad. Una ley garantizará los intereses del Estado nacional, mientras la ciudad de Buenos Aires sea capital de la Nación. En el marco de lo dispuesto en este artículo, el Congreso de la Nación convocará a los habitantes de la ciudad de Buenos Aires para que, mediante los representantes que elijan a ese efecto, dicten el estatuto organizativo de sus instituciones".
El nuevo mapa político-administrativo de la Ciudad de Buenos Aires, culmina con la promulgación de la Constitución de la Ciudad de Buenos Aires el 01/10/1996. Ahora, los ciudadanos de la Capital Federal, tienen la posibilidad de elegir a su Jefe de Gobierno a través del voto directo (antes era elegido por el presidente de la Nación). La Legislatura de la Ciudad de Buenos Aires reemplaza al anterior Concejo Deliberante.
La gestión descentralizada de administración porteña estaba manejada por los C.G.P. (Centros de Gestión y Participación) hoy llamados Comunas. El pasado 10/07/2011 los ciudadanos porteños votaron por primera vez a los Miembros de la Junta Comunal, que son 7 e integrarán un Órgano Colegiado que ejercerán el cargo durante 4 años, sin posibilidad de reelección sino con el intervalo de 4 años, o sea que la Junta Comunal se renovará en su totalidad cada 4 años.

## Demografía
| Población Histórica de la COMUNA 3 de la Ciudad Autónoma de Buenos Aires | Población Histórica de la COMUNA 3 de la Ciudad Autónoma de Buenos Aires | Población Histórica de la COMUNA 3 de la Ciudad Autónoma de Buenos Aires | Población Histórica de la COMUNA 3 de la Ciudad Autónoma de Buenos Aires |
| Año                                                                      | Habitantes                                                               | Censo de Población                                                       | Refer.                                                                   |
| ------------------------------------------------------------------------ | ------------------------------------------------------------------------ | ------------------------------------------------------------------------ | ------------------------------------------------------------------------ |
| 1991                                                                     | 200 275                                                                  | Censo argentino de 1991                                                  | [ 6 ]                                                                    |
| 2001                                                                     | 184 015                                                                  | Censo argentino de 2001                                                  | [ 6 ]                                                                    |
| 2010                                                                     | 187 537                                                                  | Censo argentino de 2010                                                  | [ 6 ]                                                                    |
| 2022                                                                     | 195 462                                                                  | Censo argentino de 2022                                                  | [ 2 ]                                                                    |

| Población Histórica de los BARRIOS de la COMUNA 3 de la Ciudad Autónoma de Buenos Aires (CABA) | Población Histórica de los BARRIOS de la COMUNA 3 de la Ciudad Autónoma de Buenos Aires (CABA) | Población Histórica de los BARRIOS de la COMUNA 3 de la Ciudad Autónoma de Buenos Aires (CABA) | Población Histórica de los BARRIOS de la COMUNA 3 de la Ciudad Autónoma de Buenos Aires (CABA) | Población Histórica de los BARRIOS de la COMUNA 3 de la Ciudad Autónoma de Buenos Aires (CABA) | Población Histórica de los BARRIOS de la COMUNA 3 de la Ciudad Autónoma de Buenos Aires (CABA) |
| Puesto                                                                                         | Barrio                                                                                         | Censo 1991                                                                                     | Censo 2001                                                                                     | Censo 2010                                                                                     | Censo 2022                                                                                     |
| ---------------------------------------------------------------------------------------------- | ---------------------------------------------------------------------------------------------- | ---------------------------------------------------------------------------------------------- | ---------------------------------------------------------------------------------------------- | ---------------------------------------------------------------------------------------------- | ---------------------------------------------------------------------------------------------- |
| 1°                                                                                             | Balvanera                                                                                      | 151 302                                                                                        | 137 521                                                                                        | 138 926                                                                                        | Sin cambios                                                                                    |
| 2°                                                                                             | San Cristóbal                                                                                  | 48 973                                                                                         | 46 494                                                                                         | 48 611                                                                                         | Sin cambios                                                                                    |
| TOTAL                                                                                          | COMUNA 3                                                                                       | 200 275                                                                                        | 184 015                                                                                        | 187 537                                                                                        | 195 462                                                                                        |

## Junta Comunal

### Composición 2023-2027
| Comuneros | Comuneros | Comuneros                  | Alianza | Alianza              |
| --------- | --------- | -------------------------- | ------- | -------------------- |
|           | UCR       | Silvia Ruth Collin         |         | Juntos por el Cambio |
|           | PRO       | Carlos Leonardo D'Angelo   |         | Juntos por el Cambio |
|           | UCR       | Julieta Elizabeth Pérez    |         | Juntos por el Cambio |
|           | PJ        | Carolina Finardi           |         | Unión por la Patria  |
|           | PJ        | Eduardo Carnevale          |         | Unión por la Patria  |
|           | NE        | Inés Fornassero            |         | Unión por la Patria  |
|           | UNITE     | Antonio Agustín Montenegro |         | La Libertad Avanza   |

### Presidentes de la Junta Comunal
| N.º | Presidente                | Partido | Partido               | Alianza               | Período                                           |
| --- | ------------------------- | ------- | --------------------- | --------------------- | ------------------------------------------------- |
| 1   | Christian Rubén Etchezuri |         | Propuesta Republicana | Propuesta Republicana | 10 de diciembre de 2011 - 10 de diciembre de 2015 |
| 2   | Carlos Omar Breyaui       |         | Propuesta Republicana | Unión PRO             | 10 de diciembre de 2015 - 10 de diciembre de 2019 |
| 3   | Silvia Ruth Collin        |         | Unión Cívica Radical  | Juntos por el Cambio  | 10 de diciembre de 2019 - 10 de diciembre de 2023 |
| 4   | Silvia Ruth Collin        |         | Unión Cívica Radical  | Juntos por el Cambio  | 10 de diciembre de 2023 - En el Cargo             |